# 石英 (演員)
石英（1943年6月17日—2024年10月27日），本名林忠平，臺灣男演員，其演藝生涯橫跨50年，曾兩度入圍金鐘獎、兩度入圍金馬獎。

## 生平
石英出生於日治台灣臺北州文山郡新店街（今新北市新店區）。
於1960年代踏入演藝圈，耕耘臺語廣播劇，其後在首部電視劇《綿羊山》中成功擔任男主角，飾演周旋於三位女性之間的玩世不恭畫家，這也讓他開始走紅，並因此獲得多部臺語電影演出機會。曾參與台視、華視及民視的多部電視連續劇，及《鬼出嫁》、《0099大發財》、《金馬大兵》及《危險的青春》等電影演出，並拍攝多部電視廣告片。
石英與同為演員的妻子吳玲育有一女林千鈺、一子林義山，前者為演員。
2024年10月27日，因自然老化，於臺北市逝世，享壽81歲。家屬於11月17日在臺北市懷愛館景明廳舉行告別式，後發引火化奉安於新北市三芝區龍巖白沙灣陵園真龍殿生命紀念館。

## 影視作品

### 電視劇
| 年份 | 頻道       | 劇名                      | 飾演          | 備註                                                      |
| 1970 | 台視       | 《請問芳名》              | 杜春樹        | 男主角，與楊麗花合演，翻拍自日本1953-1954年同名電影三部曲 |
| 1971 | 台視       | 《俠骨柔情》              | 朱雁飛        | 主演                                                      |
| 1971 | 台視       | 《金瓜石》                | 陳振龍        |                                                           |
| 1972 | 台視       | 《糊塗大劍客》            | 孫文龍        | 主演                                                      |
| 1972 | 台視       | 《佛祖》                  | 釋迦          |                                                           |
| 1973 | 華視       | 《朱洪武與劉伯溫》        | 劉伯溫        |                                                           |
| 1974 | 華視       | 《保鑣》                  | 司馬不平      |                                                           |
| 1974 | 華視       | 《土地公》                | 土地公        |                                                           |
| 1976 | 華視       | 《情網》                  | 林信宏        |                                                           |
| 1977 | 華視       | 《恩情深似海》            | 李國祥        |                                                           |
| 1978 | 華視       | 《母子鳥》                | 賴啟彬        |                                                           |
| 1984 | 華視       | 《風飛沙西北雨》          | 風飛沙        | 亦是製作人                                                |
| 1986 | 華視       | 《開張大吉》              | 包心白        | 亦是製作人                                                |
| 1987 | 華視       | 《大小濟公》              | 濟公          |                                                           |
| 1987 | 華視       | 《神醫華陀》              | 华佗          |                                                           |
| 1987 | 華視       | 《爸爸請你要奮鬥》        | 蔡英風        |                                                           |
| 1988 | 華視       | 《雙面遊俠》              | 偵緝組組長    |                                                           |
| 1988 | 華視       | 《土地公》                | 土地公        |                                                           |
| 1989 | 華視       | 《隔壁親家》              | 粗皮雄        |                                                           |
| 1989 | 華視       | 《全家福》－麻煩的秘密    | 半仙          |                                                           |
| 1990 | 華視       | 《大兵日記》              | 王父          |                                                           |
| 1990 | 華視       | 《賣鹽順仔》              | 蔡天順        |                                                           |
| 1991 | 華視       | 《草地狀元》              | 蕭豬哥        |                                                           |
| 1991 | 華視       | 《朋友好久不見》          | 溫通          |                                                           |
| 1992 | 華視       | 《表妹吉祥》              | 柯桑          |                                                           |
| 1992 | 華視       | 《輸人不輸陣》            |               |                                                           |
| 1993 | 華視       | 《包青天-生死戀》         | 陸雲峰        |                                                           |
| 1993 | 華視       | 《大地勇士》              | 林修德        |                                                           |
| 1993 | 《歡喜樓》 | 賴財記                    |               |                                                           |
| 1993 | 中視       | 《活佛也抓狂》            |               |                                                           |
| 1994 | 台視       | 《與丈夫共枕》            | 陳武雄        |                                                           |
| 1994 | 華視       | 《兄弟有緣》              | 郭文柚        |                                                           |
| 1995 | 華視       | 《劉伯溫傳奇-義賊年年春》 | 水伯          | 第136集                                                   |
| 1995 | 華視       | 《勸世媳婦》              | 阿同師        | 客串第32集                                                |
| 1995 | 華視       | 《兄弟有緣Ⅱ》             | 郭文柚        |                                                           |
| 1996 | 華視       | 《第一世家》              | 賴水泉        |                                                           |
| 1997 | 華視       | 《我的阿爸我的子》        | 郭來發        |                                                           |
| 1997 | 華視       | 《施公奇案-再世鴛鴦》     | 邱家寶        |                                                           |
| 1997 | 華視       | 《因果劇場-冥婚》         | 葉再添        |                                                           |
| 1998 | 華視       | 《爸爸的本尊》            | 吳福財 吳福相 | 首次分飾兩角                                              |
| 1998 | 華視       | 《施公奇案-福州師》       | 福州師        |                                                           |
| 1999 | 三立       | 《鳥來伯與十三姨》        | 梁清雄        |                                                           |
| 1999 | 民視       | 《狀元親家》              | 林山貓        |                                                           |
| 2000 | 台視       | 《台灣本色》              |               |                                                           |
| 2001 | 民視       | 《情義》                  | 許萬邦        |                                                           |
| 2002 | 民視       | 《青龍好漢》              | 林文傑        |                                                           |
| 2003 | 民視       | 《日正當中》              | 方天祿        |                                                           |
| 2004 | 民視       | 《意難忘》                | 賴天佑        |                                                           |
| 2008 | 民視       | 《娘家》                  | 林石獅        |                                                           |
| 2010 | 民視       | 《夜市人生》              | 楊宗華        |                                                           |
| 2012 | 民視       | 《父與子》                | 吳正雄        |                                                           |
| 2014 | 民視       | 《嫁妝》                  | 洪雙車        |                                                           |
| 2021 | 民視       | 《孟婆客棧》              | 石聰明        |                                                           |
| 2025 | 華視       | 《幸運靈書Fb54》          |               |                                                           |

### 電影
| 年份   | 片名               | 飾演     | 導演   |
| 1969年 | 《危險的青春》     | 侯魁元   | 辛奇   |
| 1981年 | 《就是溜溜的她》   | 火旺     | 侯孝賢 |
| 1982年 | 《風兒踢踏踩》     |          | 侯孝賢 |
| 1982年 | 《在那河畔青草青》 | 阿欽的爸 | 侯孝賢 |
| 1982年 | 《慧眼識英雄》     |          |        |
| 1983年 | 《四傻害羞》       |          |        |
| 1984年 | 《寒山屍變》       | 王重光   |        |
| 1987年 | 《芳草碧連天》     | 村長伯   |        |
| 1988年 | 《上壘》           |          |        |
| 1989年 | 《0099大發財》     | 賴董     |        |
| 1990年 | 《鬼出嫁》         | 叔公     | 張志超 |
| 1990年 | 《金馬大兵》       | 金伯     |        |
| 2002年 | 《自由門神》       | 阿龍     |        |

## 獎項紀錄
| 年份 | 頒獎典禮     | 獎項       | 入圍                    | 結果 |
| 1987 | 第24屆金馬獎 | 最佳男配角 | 《芳草碧連天》飾 村長伯 | 提名 |
| 2001 | 第38屆金馬獎 | 最佳男配角 | 《自由門神》飾 阿龍     | 提名 |
| 1993 | 第28屆金鐘獎 | 最佳男主角 | 《草地狀元》飾 蕭豬哥   | 提名 |
| 1995 | 第30屆金鐘獎 | 最佳男配角 | 《兄弟有緣》飾 郭文柚   | 提名 |

## 外部連結
- 石英在互联网电影资料库（IMDb）上的資料（英文）
- 石英在香港影庫上的簡介
- 石英在豆瓣上的资料（简体中文）
- 石英的Facebook專頁